# Kino Polska
Kino Polska ist ein polnischer Fernsehsender, der am 26. Juni 2003 gegründet wurde.

## Geschichte
Am 26. Juni 2003 wurde das Unternehmen gegründet. Am 20. Dezember 2003 begann das erste Programm, Kino Polska. 2012 startete Kino Polska International und im Jahr 2014 wurden Kino Polska Muzyka und Kino Polska Muzyka International zur Ausstrahlung gebracht. Etwas später kaufte Kino Polska S.A. FilmBox-Sender. Im Jahr 2017 wurde der Sender Stopklatka TV gekauft, im Jahr 2018 wurde auch Zoom TV in die Unternehmensgruppe integriert.

## Kino Polska
Kino Polska ist der Hauptkanal. Er startete am 20. Dezember 2003 und zeigt nur alte (manchmal schwarz-weiße) polnische Filme aus, die in den Jahren 1960 bis ans Ende der 1990er Jahre produziert wurden. Am 3. Dezember 2018 startete die schon sehr lange erwartete HD-Auflösung, am 7. Januar 2019 wurde die SD-Auflösung eingestellt.

## Kino Polska Muzyka

Logo von Kino Polska Muzyka

Kino Polska Muzyka ist der zweite Kanal von Kino Polska S.A. Er startete im Jahr 2014, wird in SD-Auflösung betrieben und zeigt nur alte polnische Musik (aus dem 1960 bis ans Ende der 1990er Jahre, manchmal auch aus den Jahren 2000 bis 2018).

## Gekaufte Sender

### Box-Sender
Kino TV ist der Hauptkanal. Er startete am 29. März 2007 als Nonstop Kino, später als FilmBox und am 12. September 2017 wurde er in Kino TV umbenannt. Die Schwestersender sind FilmBox Extra, FilmBox Premium, FilmBox Family, FilmBox Arthouse und FilmBox Action. Ein anderer Sender ist FightBox, er beschäftigt sich mit Boxen. Auf dem polnischen Markt gibt es auch Gametoon, der sich mit e-Sport beschäftigt.

### Stopklatka TV
Stopklatka TV wurde gekauft. Er startete am 15. März 2014 und ersetzte nur im DVB-T die SD-Auflösung des Senders TVP2. Er ist ein Film- und Seriensender was dem Kino Polska TV S.A. besonders gefällt.

### Zoom TV
Zoom TV ist ein Vollprogrammsender, der am 25. Oktober 2016 um 7.00 Uhr startete. Zoom TV ist ebenfalls im DVB-T frei empfangbar.

## International
Kino Polska International und Kino Polska Muzyka International sind die Internationalen Sender von Kino Polska S.A. Sie sind in Polen, USA, Großbritannien, Kanada und in der Ukraine empfangbar. Kino Polska International startete am 20. Juli 2012.